# Blind Alleys
Pour plus de détails, voir Fiche technique et Distribution.
Blind Alleys est un film américain réalisé par Frank Tuttle, sorti en 1927.

## Fiche technique
- Titre : Blind Alleys
- Réalisation : Frank Tuttle
- Scénario : Emmet Crozier et Owen Davis
- Photographie : Alvin Wyckoff
- Société de production : Paramount Pictures
- Pays de production : États-Unis
- Format : Noir et blanc - 1,33:1 - Film muet
- Genre : drame
- Durée : 60 minutes
- Date de sortie : 1927

## Distribution
- Thomas Meighan : Capitaine Dan Kirby
- Evelyn Brent : Sally Ray
- Greta Nissen : Maria d'Alvarez Kirby
- Hugh Miller (en) : Julio Lachados
- Thomas Chalmers : Dr Webster
- Tammany Young (en) : le chef du gang